# 임랑해수욕장
임랑해수욕장(林浪海水浴場)는 부산광역시 기장군 장안읍 임랑리에 위치한 해수욕장이다. 시설 관리자는 부산광역시장, 기장군수이다.

## 참고 자료
- 임랑 해수욕장 - 기상청 일기예보